# Liga LEB Oro 2022-2023
La Liga LEB Oro 2022-2023 è stata la 67ª edizione della seconda divisione spagnola di pallacanestro maschile. La 16ª edizione con il nome LEB Oro.

## Squadre partecipanti
| Squadra                            | Città                 | Regione             |
| ---------------------------------- | --------------------- | ------------------- |
| Melilla Sport Capital              | Melilla               | Melilla             |
| Zunder Palencia                    | Palencia              | Castiglia e León    |
| ICG Força Lleida                   | Lleida                | Catalogna           |
| Leyma Coruña                       | La Coruña             | Galizia             |
| Alimerka Oviedo                    | Oviedo                | Asturie             |
| Cáceres Patrimonio de la Humanidad | Cáceres               | Estremadura         |
| TAU Castelló                       | Castellón de la Plana | Comunità Valenciana |
| UEMC Real Valladolid               | Valladolid            | Castiglia e León    |
| HLA Alicante                       | Alicante              | Comunità Valenciana |
| Almansa con Afanion                | Almansa               | Castiglia-La Mancia |
| Movistar Estudiantes               | Madrid                | Madrid              |
| Guuk Gipuzkoa                      | San Sebastián         | Paesi Baschi        |
| Juaristi ISB                       | Azpeitia              | Paesi Baschi        |
| MoraBanc Andorra                   | Andorra               | Andorra la Vella    |
| Hereda San Pablo Burgos            | Burgos                | Castiglia e León    |
| Grupo Alega Cantabria CBT          | Torrelavega           | Cantabria           |
| Bueno Arenas Albacete Basket       | Albacete              | Castiglia-La Mancia |
| Ourense                            | Ourense               | Galizia             |

## Stagione regolare
| #  | Teams                              | P  | V  | P  | PF   | PS   | Pt | SD  | Qualificate                  |
| -- | ---------------------------------- | -- | -- | -- | ---- | ---- | -- | --- | ---------------------------- |
| 1  | MoraBanc Andorra                   | 34 | 30 | 4  | 2815 | 2353 | 64 |     | Promosso in Liga ACB         |
| 2  | Zunder Palencia                    | 34 | 27 | 7  | 2817 | 2488 | 61 |     | Playoff                      |
| 3  | Leyma Coruña                       | 34 | 23 | 11 | 2870 | 2614 | 57 |     | Playoff                      |
| 4  | Movistar Estudiantes               | 34 | 22 | 12 | 2690 | 2509 | 56 | 4-2 | Playoff                      |
| 5  | UEMC Real Valladolid               | 34 | 22 | 12 | 2617 | 2502 | 56 | 3-3 | Playoff                      |
| 6  | ICG Força Lleida                   | 34 | 22 | 12 | 2725 | 2607 | 56 | 3-3 | Playoff                      |
| 7  | Hereda San Pablo Burgos            | 34 | 22 | 12 | 2849 | 2557 | 56 | 2-4 | Playoff                      |
| 8  | Guuk Gipuzkoa                      | 34 | 19 | 15 | 2628 | 2542 | 53 |     | Playoff                      |
| 9  | HLA Alicante                       | 34 | 18 | 16 | 2579 | 2590 | 52 |     | Playoff                      |
| 10 | TAU Castelló                       | 34 | 17 | 17 | 2600 | 2661 | 51 |     |                              |
| 11 | Grupo Alega Cantabria CBT          | 34 | 15 | 19 | 2525 | 2690 | 49 |     |                              |
| 12 | Almansa con Afanion                | 34 | 13 | 21 | 2568 | 2719 | 47 |     |                              |
| 13 | Ourense                            | 34 | 12 | 22 | 2468 | 2719 | 46 |     |                              |
| 14 | Alimerka Oviedo                    | 34 | 11 | 23 | 2384 | 2616 | 45 |     |                              |
| 15 | Cáceres Patrimonio de la Humanidad | 34 | 10 | 24 | 2588 | 2773 | 44 |     |                              |
| 16 | Melilla Sport Capital              | 34 | 8  | 26 | 2612 | 2864 | 42 | +15 | Retrocesse in Liga LEB Plata |
| 17 | Juaristi ISB                       | 34 | 8  | 26 | 2489 | 2803 | 42 | -15 | Retrocesse in Liga LEB Plata |
| 18 | Bueno Arenas Albacete Basket       | 34 | 7  | 27 | 2492 | 2721 | 41 |     | Retrocesse in Liga LEB Plata |

## Copa Princesa de Asturias
Alla fine del girone di andata, le prime due squadre classificate si sfidano per la Copa Princesa de Asturias. Il vincitore della coppa giocherà gli eventuali play-off con il miglior posizionamento. La Coppa è stata disputata l'11 febbraio. 

### Squadre qualificate
| # | Squadre          | G  | V  | P | PF   | PS   | Pt |
| - | ---------------- | -- | -- | - | ---- | ---- | -- |
| 1 | Zunder Palencia  | 17 | 16 | 1 | 1404 | 1195 | 33 |
| 2 | MoraBanc Andorra | 17 | 15 | 2 | 1392 | 1168 | 32 |

### Partita
| Arbitri: | Angel De Lucas De Lucas Guillermo Ários Marcos Jorge Baena Criado |

| |            | |
| Wintering 18 | Punti      | 20 Speight |
| Wintering 4 | Assist     | 5 Dee |
| Kasibabu 6 | Rimbalzi   | 8 dos Anjos |
| 0 Schmidt• 2 Wintering• 5 Soriano• 12 Kasibabu• 15 McGrew 4 Merlos• 6 Rozītis• 7 Martínez• 8 Rodríguez• 9 Kamba• 13 Kostadinov• 14 Mendy | Formazioni | 1 Dee• 3 Speight• 9 Llovet• 23 dos Anjos• 35 Czerapowicz 0 Andrić• 7 Rubio Niñirola• 8 Borg• 10 Pérez• 13 Bartolomé• 15 Schreiner• 34 Marić |
| Pedro Rivero | Allenatori | Natxo Lezkano |

## Playoffs
|  | Quarti di finale | Quarti di finale | Quarti di finale | Quarti di finale | Quarti di finale | Quarti di finale | Quarti di finale |  |  | Semifinali | Semifinali      | Semifinali      | Semifinali      | Semifinali      | Semifinali      | Semifinali  |             |    | Finale | Finale   | Finale   | Finale   | Finale   | Finale   | Finale |  |
|  |                  |                  |                  |                  |                  |                  |                  |  |  |            |                 |                 |                 |                 |                 |             |             |    |        |          |          |          |          |          |        |  |
|  | 2                | Palencia         | Palencia         | Palencia         | 88               | 75               | 63               |  |  |            |                 |                 |                 |                 |                 |             |             |    |        |          |          |          |          |          |        |  |
|  | 9                | Alicante         | Alicante         | Alicante         | 57               | 68               | 60               |  |  | 2          | Palencia        | Palencia        | Palencia        | Palencia        | Palencia        | 90          |             |    |        |          |          |          |          |          |        |  |
|  | 5                | Real Valladolid  | Real Valladolid  | 73               | 86               | 71               | 90               |  |  | 5          | Real Valladolid | Real Valladolid | Real Valladolid | Real Valladolid | Real Valladolid | 60          |             |    |        |          |          |          |          |          |        |  |
|  | 6                | Força Lleida     | Força Lleida     | 66               | 83               | 77               | 83               |  |  |            |                 |                 |                 |                 |                 |             |             |    | 2      | Palencia | Palencia | Palencia | Palencia | Palencia | 95     |  |
|  | 3                | Coruña           | Coruña           | 67               | 62               | 83               | 77               |  |  |            |                 | 7               | S.P. Burgos     | S.P. Burgos     | S.P. Burgos     | S.P. Burgos | S.P. Burgos | 83 |        |          |          |          |          |          |        |  |
|  | 8                | San Sebastián    | San Sebastián    | 77               | 71               | 71               | 82               |  |  | 8          | San Sebastián   | San Sebastián   | San Sebastián   | San Sebastián   | San Sebastián   | 64          |             |    |        |          |          |          |          |          |        |  |
|  | 4                | Estudiantes      | Estudiantes      | Estudiantes      | 87               | 89               | 85               |  |  | 7          | S.P. Burgos     | S.P. Burgos     | S.P. Burgos     | S.P. Burgos     | S.P. Burgos     | 69          |             |    |        |          |          |          |          |          |        |  |
|  | 7                | S.P. Burgos      | S.P. Burgos      | S.P. Burgos      | 92               | 102              | 87               |  |  |            |                 |                 |                 |                 |                 |             |             |    |        |          |          |          |          |          |        |  |

## Verdetti
- Promozioni in Liga ACB: MoraBanc Andorra e Zunder Palencia
- Retrocessioni in LEB Plata: Melilla Sport Capital, Juaristi ISB e Bueno Arenas Albacete Basket